# Lijst van rijksmonumenten in Bergen (gemeente, Noord-Holland)
De gemeente Bergen telt 134 inschrijvingen in het rijksmonumentenregister. Hieronder een overzicht.

## Bergen
De plaats Bergen telt 60 inschrijvingen in het rijksmonumentenregister. Zie Lijst van rijksmonumenten in Bergen (Noord-Holland) voor een overzicht.

## Bergen aan Zee
De plaats Bergen aan Zee telt 8 inschrijvingen in het rijksmonumentenregister. Zie Lijst van rijksmonumenten in Bergen aan Zee voor een overzicht.

## Egmond aan Zee
De plaats Egmond aan Zee telt 10 inschrijvingen in het rijksmonumentenregister. Zie Lijst van rijksmonumenten in Egmond aan Zee voor een overzicht.

## Egmond aan den Hoef
De plaats Egmond aan den Hoef telt 19 inschrijvingen in het rijksmonumentenregister. Zie Lijst van rijksmonumenten in Egmond aan den Hoef voor een overzicht.

## Egmond-Binnen
De plaats Egmond-Binnen telt 7 inschrijvingen in het rijksmonumentenregister.
| Object                                                              | Oorspronkelijke functie?  | Bouwjaar  | Architect       | Locatie           | Coördinaten?                  | Nr.?   | Afbeelding        |
| ------------------------------------------------------------------- | ------------------------- | --------- | --------------- | ----------------- | ----------------------------- | ------ | ----------------- |
| Protestantse Kerk                                                   | Kerk en kerkonderdeel     | 1914-1915 |                 | kloosterweg 2     | 52° 35' 46" NB, 4° 39' 37" OL | 14591  | Meer afbeeldingen |
| Complex Sint-Adelbertabdij: abdij en abdijkerk                      | Klooster, kloosteronderdl | 1933      | A.J. Kropholler | Abdijlaan 26      | 52° 35' 42" NB, 4° 39' 37" OL | 515957 | Meer afbeeldingen |
| Complex Sint-Adelbertabdij: ingangspoort met aansluitende tuinmuren | Erfscheiding              | 1933      | A.J. Kropholler | Abdijlaan bij 26  | 52° 35' 44" NB, 4° 39' 40" OL | 515958 | Meer afbeeldingen |
| Complex Sint-Adelbertabdij: kloosterboerderij                       | Boerderij                 | 1937-1941 |                 | Abdijlaan bij 26  | 52° 35' 42" NB, 4° 39' 49" OL | 515959 | Meer afbeeldingen |
| Complex Sint-Adelbertabdij: (voormalige) smederij                   | Nijverheid                | 1950      |                 | Abdijlaan bij 26  | 52° 35' 42" NB, 4° 39' 37" OL | 515960 | Meer afbeeldingen |
| Complex Sint-Adelbertabdij: moestuin                                | Tuin, park en plantsoen   | 1933      |                 | Abdijlaan bij 26  | 52° 35' 45" NB, 4° 39' 45" OL | 515961 | Meer afbeeldingen |
| Stolpboerder "Westert" met bijbehorende voormalige paardenstal      | Boerderij                 | 1936      | C.W. Royaards   | Oude Schulpweg 18 | 52° 35' 50" NB, 4° 38' 40" OL | 515973 | Meer afbeeldingen |

## Groet
De plaats Groet telt 10 inschrijvingen in het rijksmonumentenregister. Zie Lijst van rijksmonumenten in Groet voor een overzicht.

## Schoorl
De plaats Schoorl telt 20 inschrijvingen in het rijksmonumentenregister. Zie Lijst van rijksmonumenten in Schoorl voor een overzicht.